# Adelodrilus kiselevi
Adelodrilus kiselevi är en ringmaskart som först beskrevs av Finogenova 1972.  Adelodrilus kiselevi ingår i släktet Adelodrilus och familjen glattmaskar. Inga underarter finns listade i Catalogue of Life.